# Igor Khoroshev
Igor Petrovich Khoroshev (Rusky: Игорь Пeтpoвич Хорошев; * 14. července 1965, Moskva, SSSR) je ruský klávesista žijící ve Spojených státech, nejvíce se proslavil jako člen skupiny Yes, v letech 1997 až 2001.